# Лос-Кабос (аэропорт)
Международный аэропорт Лос-Кабос (исп. Aeropuerto Internacional de Los Cabos) — аэропорт в Мексике, расположенный в городе Сан-Хосе-дель-Кабо, штат Южная Нижняя Калифорния. Аэропорт обслуживает два города в муниципалитете Лос-Кабос: Сан-Хосе-дель-Кабо и Кабо-Сан-Лукас. В настоящее время занимает шестое место по значимости среди аэропортов страны, количество перевезённых в 2023 году пассажиров составило 7 715 600 человек.

## Инфраструктура
Аэропорт имеет три терминала с четырьмя пассажирскими залами. Наиболее загруженный Терминал 1 обслуживает почти все внутренние и международные рейсы, в новый Терминал 3 переводятся рейсы Delta Air Lines, Alaska Airlines и некоторых других авиакомпаний. В настоящее время в связи с увеличением объёмов пассажирских перевозок в стране Лос-Кабос, как и другие аэропорты страны, испытывает острую нехватку в операционных мощностях, стоянках самолётов, телетрапах и в другой инфраструктуре обслуживания авиарейсов.

## Терминалы и авиакомпании

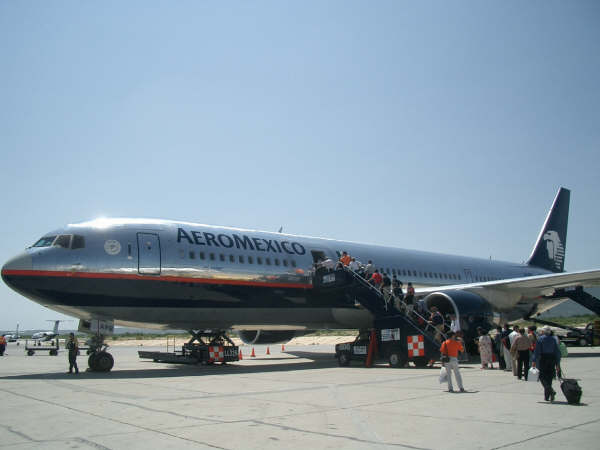
Boeing 767-300 авиакомпании Aeroméxico у Терминала 1

### Терминал 1
Терминал 1 содержит шесть выходов на посадку.
| Авиакомпания                                        | Направления                                           |
| --------------------------------------------------- | ----------------------------------------------------- |
| Aeroméxico                                          | Мехико, Сан-Диего, Сиэтл/Такома                       |
| Aeroméxico Connect                                  | Монтеррей, Эрмосильо                                  |
| Air Canada                                          | Калгари, Торонто (Пирсон), Ванкувер (сезонный)        |
| American Airlines                                   | Чикаго (О’Хара), Даллас/Форт-Уэрт, Лос-Анджелес       |
| Continental Airlines                                | Хьюстон (Интерконтинентал), Ньюарк                    |
| Continental Express выполняется ExpressJet Airlines | Хьюстон (Интерконтинентал)                            |
| Magnicharters                                       | Мехико, Монтеррей                                     |
| Mexicana                                            | Лас-Вегас, Лос-Анджелес, Масатлан, Мехико, Сакраменто |
| MexicanaClick                                       | Гвадалахара, Мехико                                   |
| Interjet                                            | Гвадалахара, Толука                                   |
| Skyservice                                          | Торонто (Пирсон)                                      |
| US Airways                                          | Финикс                                                |
| US Airways Express выполняется Mesa Airlines        | Лас-Вегас, Финикс                                     |
| USA3000 Airlines                                    | Чикаго (сезонный), Детройт                            |
| Viva Aerobus                                        | Кульякан-Росалес, Монтеррей                           |
| Volaris                                             | Гвадалахара, Тихуана, Толука                          |
| WestJet                                             | Калгари, Эдмонтон (сезонный), Ванкувер                |

### Терминал 2
Терминал 2 имеет 14 выходов и используется авиацией общего назначения и частными самолётами.

### Терминал 3
Terminal 3 содержит 4 выхода и обслуживает только международные рейсы.
| Авиакомпания                                | Направления                                                             |
| ------------------------------------------- | ----------------------------------------------------------------------- |
| Alaska Airlines                             | Лос-Анджелес, Портленд (Орегон), Сан-Диего, Сан-Франциско, Сиэтл/Такома |
| Delta Air Lines                             | Атланта, Солт-Лейк-Сити                                                 |
| Delta Connection выполняет SkyWest Airlines | Солт-Лейк-Сити                                                          |
| Frontier Airlines                           | Денвер                                                                  |
| Northwest Airlines                          | Детройт, Миннеаполис/Сент-Пол (сезонный)                                |
| United Airlines                             | Чикаго (О’Хара), Денвер, Лос-Анджелес, Сан-Франциско                    |

### Терминал 4

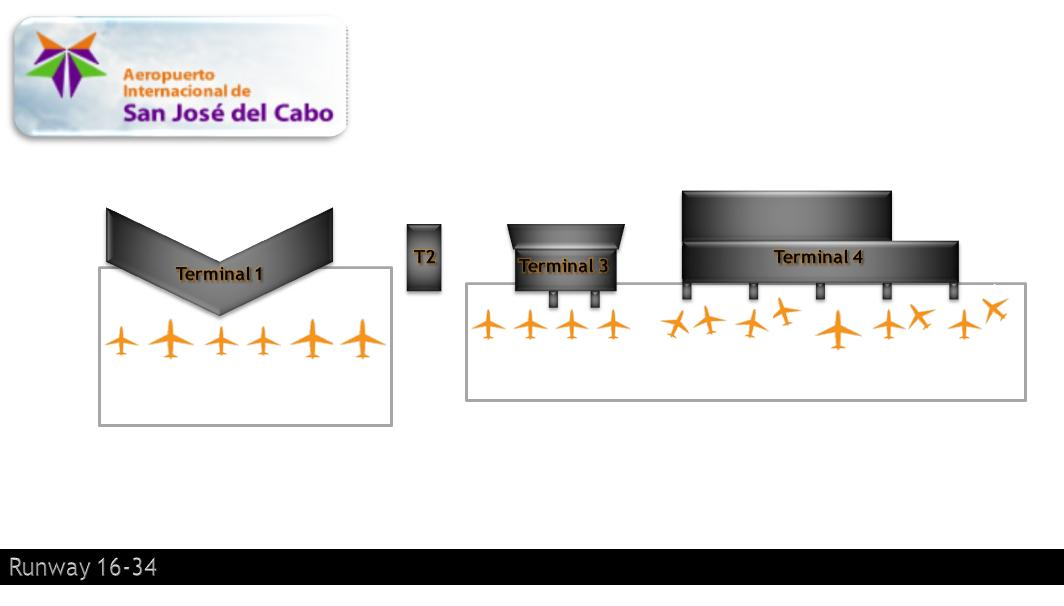
Схема аэропорта после окончания строительства Терминала 4

Терминал 4 в настоящее время находится в стадии строительства, после ввода в эксплуатацию терминал будет содержать 10 выходов: с 25 по 34.